# Ba Sâm
Ba Sâm (tiếng Trung: 巴森; sinh năm 1954 tại Tân Cuơng, Trung Quốc), nguyên danh Ba Sâm Trát Bố (tiếng Trung: 巴森扎布) hay Batdorj-in Baasanjab (tiếng Mông Cổ: ᠪᠠᠲᠤᠳᠣᠷᠵᠢ ᠶᠢᠨ ᠪᠠᠰᠠᠩᠵᠠᠪ, Батдоржын Баасанжав), là một diễn viên kỳ cựu người Trung Quốc gốc Mông Cổ và chuyên vào vai Thành Cát Tư Hãn. Theo gia phả, ông là hậu duệ của Sát Hợp Đài - con trai thứ 2 của Thành Cát Tư Hãn.

## Các phim đã tham gia
- Anh hùng xạ điêu vai Thành Cát Tư Hãn (2003)
- Thành Cát Tư Hãn vai Thành Cát Tư Hãn (2004)
- Hán huyết bảo mã vai Kim Đại Chi (2005)
- Đại Chiến Xích Bích vai Quan Vũ (2008)
- Đại Chiến Xích Bích (II) vai Quan Vũ (2009)
- Hốt Tất Liệt truyền kỳ vai Oa Khoát Đài (2011)